# 2000 w sztukach plastycznych
Wydarzenia w sztukach plastycznych i wizualnych w 2000 roku.

## Wydarzenia
- Otwarto Tate Modern. W tym samym roku odbywa się tam pierwsza wystawa z cyklu "The Unilever Series" – I Do, I Undo, I Redo Louise Bourgeois (12 maja – 26 listopada)[1]
- I Ogólnopolski Plener Malarski "Z Biegiem Warty" – Toporów, 2000[2][3]. Uczestnicy pleneru: Alojzy Balcerzak, Andrzej Borowski, Andrzej Czarnota, Jerzy Duda Gracz, Maria Dziopak, Jacek Frąckiewicz, Ewa Jędryk-Czarnota, Tomasz Klimczyk, Małgorzata Lalek, Halina Nowicka, Krzysztof Pasztuła, Czesław Romanowski, Alina Sibera, Bożena Tomczak-Wrona, Beata Wąsowska.

- Rafał Bujnowski

Dzisiaj polecamy – olej na płótnie, 70x70 cm, w kolekcji MOCAK
- Edward Dwurnik

Z XXIII cyklu "Dwudziesty trzeci"
Ośmiu czytających Żydów – akryl na płótnie, 255×445 cm
Tubylcy i wędrowcy II – akryl na płótnie, 200×220 cm
Nieszawa – olej na płótnie, 228×292 cm
Z XXV cyklu "Dwudziesty piąty"
Nr 31 – olej na płótnie, monety, 150×150 cm
Nr 34 – akryl na płótnie, 150×210 cm
- Wilhelm Sasnal

Volume (dyptyk) – olej, papier, klej, płótno; 1,40x40 i 2,40x35; w kolekcji MOCAK
- Luc Tuymans

Lumbumba – olej na płótnie, 62x46 cm, w kolekcji Museum of Modern Art

## Rzeźba
- Matthew Barney

The Cabinet of Baby Fay La Foe – asamblaż, różne materiały, 149,8x242,6 cm, w kolekcji Museum of Modern Art

## Wideo
- Paweł Althamer

Bródno 2000 – VHS, 5 min 52 s
- Oskar Dawicki

Bez tytułu (Performances) –  beta SP, 7 min 35 s
Fotograficzny – VHS, 4 min 27 s
- Józef Robakowski

Impulsatory – VHS, 2 min 33 s
- Daniel Rumiancew

Love Song – beta SP, 2 min 36 s

## Instalacja
- Yang Fudong

Moon Tonight – wideoinstalacja
- Roxy Paine

PMU (Painting Manufacture Unit) – aluminium, stal nierdzewna, komputer, elektronika, przekaźniki, oprogramowanie, farba akrylowa, serwomechanizm, zawory, pompa, szyba, guma
- Grzegorz Klaman

Bramy

## Performance
- Z dniem 1 stycznia Tehching Hsieh zakończył działalność artystyczną

## Inne
- Marta Deskur

Dziewice: Alfreda, Anatola, Wiktoria – trzy lightboxy o wymiarach 60x20x12 cm, w kolekcji MOCAK

## Nagrody
- Nagroda im. Jana Cybisa – Teresa Pągowska
- Nagroda Turnera – Wolfgang Tillmans[19]
- Nagroda Oskara Kokoschki – Valie Export[20]
- Nagroda im. Vincenta van Gogha – Eija-Liisa Ahtila[21]
- Paszport „Polityki” w kategorii sztuki wizualne – Dominik Lejman[22]
- 17. Międzynarodowe Biennale Plakatu[23]

Złoty medal w kategorii plakatów ideowych – Aleksander Faldin
Złoty medal w kategorii plakatów promujących kulturę – Stefan Sagmeister
Złoty medal w kategorii plakatów reklamowych – Giichi Okazaki
- Nagroda Krytyki Artystycznej im. Jerzego Stajudy – Piotr Szubert i Mieczysław Porębski (nagroda jubileuszowa)[24]
- Hugo Boss Prize – Marjetica Potrč[25]
- World Press Photo – Claus Bjørn Larsen[26]

## Zmarli
- 19 lutego – Friedensreich Hundertwasser (ur. 1928), austriacki architekt i malarz
- 28 marca – Bronisław Tusk (ur. 1935), polski rzeźbiarz i malarz
- 31 marca – Gisèle Freund (ur. 1908), francusko-niemiecka fotografik
- 15 kwietnia – Edward Gorey (ur. 1925), amerykański rysownik i ilustrator
- 30 kwietnia – Wojciech Cieślak (ur. 1948), polski twórca ekslibrisów i linorytów
- 25 sierpnia – Carl Barks (ur. 1901), amerykański rysownik
- 8 listopada – Krzysztof Litwin (ur. 1935), polski grafik i malarz
- 16 grudnia – Jerzy Ludwiński (ur. 1930), polski teoretyk sztuki pojęciowej, krytyk sztuki, dziennikarz i wykładowca
- Antoni Mikołajczyk (ur. 1939), polski artysta multimedialny